# وسام الخديوي للسودان (1911)
وسام الخديوي للسودان كانت ميدالية حملة يمنحها خديوي مصر للخدم في السودان الأنجلو-مصرية. أسسها الخديوي في عام 1911، وقد حلت هذه الميدالية محل ميدالية الخديوي للسودان (1897) وحلت محلها وسام الخدمة العامة لقوات الدفاع السودانية (1933).

## معايير الجائزة
مُنحت الميدالية للأفراد من الجيش المصري من الذين شاركوا في الحرب المهدية، بما في ذلك الكتائب السودانية. وكان من بين المستلمين عدد من ضباط الجيش البريطاني المعارين للجيش المصري، على الرغم من عدم مشاركة وحدات كاملة من الجيش البريطاني. 

## مظهر خارجي
الميدالية دائرية قطرها 39 ملم ومصنوعة من الفضة أو البرونز. الوجه الأول يحمل الرمز العربي للخديوي والسنة الهجرية لتأسيسه. والميدالية التي مُنحت في عام 1911 تحمل رمز الخديوي عباس حلمي الثاني، بينما تُمنح الميدالية التي تم منحها عام 1918 لسفير السلطان حسين كامل. يصور الوجه الخلفي أسدًا يقف على قاعدة تحمل كلمة السودان وخلفه تشرق الشمس فوق نهر النيل المتدفق.

## روابط خارجية
- قائمة الميداليات التي يحتفظ بها الأرشيف الوطني
- الميداليات على الإنترنت: موسوعة الميدالية. وسام الخديوي للسودان 1910